# 桜丘中学校・高等学校 (愛知県)
桜丘中学校・高等学校（さくらがおかちゅうがっこう・こうとうがっこう）は、愛知県豊橋市南牛川二丁目に所在する私立中学校・高等学校。
地元では「桜丘」（さくらがおか）や「桜」（さくら）と呼ばれ、高校生徒は「桜生」（さくらせい）、桜丘中学生徒は「桜中生」（さくちゅうせい）と呼ばれる場合もある。

## 沿革
沿革節の主要な出典は公式サイト
- 1909年 - 満田樹吉・オリガ夫妻、豊橋市西八町に裁縫塾を開く。
- 1924年 - 豊橋裁縫実習女学院と名称を改める。
- 1926年 - 各種学校の許可を認可、豊橋市東郷町に豊橋実践女学校を開校。
- 1930年 - 実業学校令による豊橋高等実践女学校に改組。
- 1940年 - 財団法人桜ヶ丘学園創立。
- 1942年 - 高等女学校令による豊橋桜ケ丘高等女学校に改組。
- 1945年 - 戦災により校舎が全焼し中八町豊橋ハリストス正教会聖堂で授業を続行、本校学徒動員の生徒からも37名の犠牲者が出る。
- 1946年 - 豊橋市中八町の旧中部第100部隊兵舎の建物に移転。
- 1947年 - 学制改革に伴い桜ケ丘中学校を併設。
- 1948年 - 桜ケ丘高等学校を設置。
- 1949年 - 東郷町の校舎を再建、中八町仮校舎から戻る。
- 1951年 - 私立学校法により学校法人桜ケ丘学園に組織変更。
- 1955年 - 中学校を休校。
- 1957年 - 男子部を設置。
- 1959年 - 男子部を豊橋市牛川町田中の新校舎に移転。
- 1961年 - 中学校を東郷町校舎で再開。
- 1962年 - 女子普通科を牛川町に移転、これにより牛川校舎を北校・東郷町の校舎を南校と呼称。
- 1963年 - 音楽科を設置。
- 1965年 - 北校の中学校校舎が竣功、南校を豊橋市に譲渡（豊橋市立高等学校の用地）し北校へ全学統合。
- 1971年 - 寄附行為の変更により名称を学校法人桜丘学園桜丘高等学校とする。
- 1973年 - 中学校を再度休校とする。
- 1986年 - 英数コース設置。
- 1989年 - 男子部・女子部を統合し、男女共学を実施。
- 1993年 - 中学校を再々度開校。
- 2002年 - 文化祭の名称を櫻輝祭に改める。
- 2005年 - 高等学校新校舎建設、体育館改修、桜丘中学校と繋がる歩道橋建設、中高一貫教育コースとしての高等部を開設
- 2009年 - 商業科を廃止。

## 建学の精神・教育目標
- 建学の精神：キリスト教の精神を活かし、人としてよく生きるための根本理念としての「信・望・愛」[2]
  - 創立者は正教徒であり、記念会堂にイコンが掲げられ[3]八端十字架も建物上部にみられるなど、正教会の特徴が随所にみられるが[4]、日常の学校運営において日本ハリストス正教会との関係は無い[5]。
- 教育の目標：「創造的人間の育成」[2]
- 教育の方針：「希望の教育」[2]

## 学校の特色
桜丘高校正門を入ると平和の塔がある。平和の塔とは福岡県八女市星野村で灯され続けている原爆の火を分火したものである。分火された原爆の火は世界各地で灯され続けているが学校では唯一の例。約5mの塔の先端で原爆の火が灯されている。
普通科と音楽科は行事・全校集会共に共通であることが多いため、学内の印刷物や集会では「普音科」と称され実質1学科扱いされることが多い。普通科クラスに音楽科生徒が入り、授業も普通科と同じ進行で行う。
普通科英数コースは、授業カリキュラムや校舎・職員室が異なる点などから、実質一学科扱いで「英数科」と呼ばれており、正式名称は殆ど使われない。
普通科一貫コースは、桜丘中学校卒業者対象であったが2022年より公立中学校からでも受験出来るようになった。しかし依然として桜丘中学校卒業者が大半を占めている。また英数科と同様に「高等部」として明確に区別されており、正式名称は殆ど使われない。
三河地方唯一の音楽科では、音楽大学進学を目的とする音楽専門教育が施される。
NHK学園高等学校の協力校である。

## 中高一貫教育
中高一貫校ではあるが、中学校卒業者の4割程度が高等部に進み、残りの6割は他の各科や外部の高等学校に進学する。また、高等部以外の普音科や英数科に高校課程から入学する生徒数は、中学校からの内部進学者数を遥かに上回る。全国の私立中高一貫校では見られず、かつての愛知産業大学三河中学校・高等学校、と共に三河地方で見られる特異な進学傾向である。
なお、中学校と高等学校の校舎は同じ敷地にはなく、道路を挟んで隣り合っている。ただし、校舎同士は空中に架けられている渡り廊下でつながっている。
高等部の修学旅行先は普通科、音楽科、英数科の沖縄とは別日程で行われて行き先はオーストラリアとなる。オーストラリア修学旅行には短期と長期があり、短期は1週間程、長期は3週間程で行われる。オーストラリアでは皆ホームステイを行い、平日は現地の学校に通うことになっている。

## 主な行事

### 櫻輝祭
文化祭。準備のために開催日の前日は授業が中止となる。
芸能人などのゲストが呼ばれることがある。 
名目上は文化祭であるが、運動部や同校の後援組織などが多数参加し、実質的には桜丘の総合的な祭り行事となっている。

### 体育祭
体育祭。中学校舎(七号館)にあるグラウンドで行われる。
すべての組がその組を象徴する応援旗を作り、組の代表者(主にクラス代表)が先頭で旗を持ち入場する。

### ミュージカル
桜丘中学校では人間関係学の一環としてミュージカルを行う。
中学一年生、二年生は第7号館5階のホールにて行うが、三年生はこれまでの集大成として穂の国とよはし芸術劇場PLATにて行う。

### 芸術発表祭
豊橋市内のコンサートホールなどを貸し切り、全科1年生による合唱コンクール、美術作品展が行われる。
合唱コンクールは音楽選択者、芸術作品展は美術選択者によって行われる。

## 入学
推薦入試が中心である。2008年（平成20年）より普通科は学力試験が課され、音楽科は実技試験がある。

## 部活動

### 運動部
- 陸上競技 [男・女]
- 軟式野球 [男子]
- 弓道 [男・女]
- 卓球 [男・女]
- 柔道 [男子]
- バドミントン [男子]
- 柔道 [女子]
- バドミントン [女子]
- 剣道 [男・女]
- 山岳 [男・女]
- 硬式テニス [男・女]
- サッカー [男子]
- 自転車 [男・女]
- バレーボール [男子]
- バレーボール [女子]
- 日本拳法 [男・女]
- ハンドボール [男・女]
- チアリーダー [女子]
- バスケットボール [男子]
- バスケットボール [女子]
- ダンス [男・女]
- 硬式野球 [男子]

### 運動部の受賞歴

#### ダンス部
『春の日本高校ダンス部選手権』において、2015年（平成27年）準優勝、2016年（平成28年）優勝、2017年（平成29年）優勝、2018年（平成30年）優勝、『夏の日本高校ダンス部選手権』全国大会において、2012年（平成24年）優秀賞、『冬の日本高校ダンス部選手権』西日本大会において、2015年（平成27年）準優勝。全日本高等学校チームダンス選手権全国決勝大会2021　総合優勝。

#### 硬式野球部
2019年（令和元年）第101回全国高等学校野球選手権大会 愛知県大会準優勝。

### 文化部
- 生徒会［男・女］
- 美術部 [男・女]
- 演劇 [男・女]
- 混声合唱 [男・女]
- 生徒フェス
- ESS [男・女]
- 平和 [男・女]
- アニメーション [男・女]
- 地域活動 [男・女]
- 生物 [男・女]
- 和太鼓 [男・女]
- 料理 [男・女]
- 吹奏楽 [男・女]
- 孫だよりの会［男・女］

## 著名な出身者
- 石川慈 - 柔道家
- 太田慶一 - 柔道家
- 谷本歩実 - 柔道家・北京オリンピック63kg級金メダル、アテネオリンピック63kg級金メダル
- 土川美和子 - 柔道家
- 水谷有希 - 柔道家
- 深津尚子 - 卓球選手、1965年 世界卓球選手権女子シングルス優勝
- 松下浩二 - 卓球選手
- 加藤ゆか - 水泳選手・ロンドンオリンピック女子4×100mメドレーリレー銅メダル、北京オリンピック女子100メートルバタフライ代表
- 中川大志 - 元プロ野球選手（東北楽天ゴールデンイーグルス、横浜DeNAベイスターズ）
- 金子貴志 - 競輪選手
- 深谷知広 - 競輪選手
- 倉野由紀 - 元女子競輪選手
- 大谷杏奈 - 女子競輪選手
- 鈴木樹里 - 女子競輪選手
- 高橋智香 - 女子競輪選手
- 上林美穂 - 元レスリング選手
- 今泉亮 - 芸人
- 上酔尾巳唯 - 女子バスケットボール選手（羽田ヴィッキーズ）
- 花野文昭 - 男子バスケットボール選手（群馬クレインサンダーズ）
- 野澤登真 - 男子バスケットボール選手（しながわシティ）
- 富永啓生 - 男子バスケットボール選手
- 尾川堅一 - プロボクサー（第46代日本スーパーフェザー級王者）
- 芳賀ビラル海 - 総合格闘技選手
- 大津美子 - 歌手
- 北原ミレイ - 歌手
- 千駄あずさ - ラジオDJ
- 八木栞 - 歌手（つばきファクトリー）
- 神谷政幸 - 政治家

## ロケ撮影
- 少女（映画）[8]
- みんな！エスパーだよ！（ドラマ・映画）[9]
- ハジ→「進→行→努→力」（MV）